# Ікона Києво-Братської Богородиці
Ікона Києво-Братської Богородиці або Братська Богородиця — чудотворна ікона кінця XVII століття, одна з центральних храмових ікон Богоявленського собору Братського монастиря, одна з найшанованіших ікон у Києві. Найдавніший список початку XVIII століття зберігся у Національному художньому музеї України.

## Опис
Належить до іконографічного типу Елеуса (Милування), основним мотивом якого, на думку дослідників, є пещення Сина Божого, що позиціонувалося як прояв його реальності, людської природи. Богородиця, вдягнута у червоний мафорій, притуляється правою щокою до Сина, якого тримає правою рукою, ліва тримає його праву руку. Довкола образів у німбах — рослинний орнамент. 

## Історія
Історичні обставини появи її в Братському монастирі достеменно невідомі. За переказами, походить з Вишгорода, де за легендою Богородиця чудесно явилася в 1654 році. У 1662 році, під час війни Росії з Польщею, місто зруйнували татари. Храм святих страстотерпців Бориса й Гліба у Вишгороді був розорений, але ікону своєчасно винесли з храму і пустили по Дніпру. Річка винесла ікону до берега Подолу в Києві, де вона була прийнята православними і перенесена в Братський монастир. Там вона і залишалася протягом довгого часу. За іншою легендою, у 1662 році татари, захопивши Вишгород, зробили з ікон місцевих храмів плоти для переправи на інший берег Дніпра. Але здійнялася страшна буря, і всі потопилися. Окрім одного татарина з Братською іконою, на якій вона донесла його до Києва і зупинився напроти Братського монастиря. Вражений тим, що відбулося, татарин охрестився, а ікона відтоді була на Подолі. 
Після ліквідації монастиря та знесення собору у 1934 році, ікона вважалась втраченою. У 2000-х роках співробітники Національного художнього музею виявили Одне з «подобій» ікони Братської Богородиці, яке й прикрашало собор в останні роки його існування, у музейних сховищах і встановили, що у 1926 році ікона потрапила до Києво-Печерської лаври, а у 1948 році вперше зафіксована у музейній книзі обліку.

## Почитання
2007 року було засновано та зареєстровано в селі Горенка приход названий на честь іконі Божої Матері Києво-Братської, оскільки село колись належало Києво-Братському монастирю, також там діє жіночий монастир, названий на честь ікони.
Святкування Києво-Братської ікони Божої Матері здійснюють кілька разів на рік.